# Walther Franz
Walther Franz (* 7. August 1880 in Mülheim an der Ruhr; † 19. Januar 1956 in Schöningen) war ein deutscher Marineoffizier, zuletzt Vizeadmiral im Zweiten Weltkrieg.

## Leben
Franz trat am 7. April 1897 als Kadett in die Kaiserliche Marine ein und absolvierte seine Grundausbildung auf der Kreuzerfregatte Charlotte. Zur weiteren Ausbildung kam er auf die ebenfalls als Schulschiff genutzte Kreuzerfregatte Sophie und anschließend bis 1. Oktober 1900 eine weitere Ausbildung in Mürwik (vgl. Sonwik). Für ein Jahr war Franz dann an Bord der Panzerkorvette Baden, wurde am 23. September 1900 zum Leutnant zur See befördert und dem Ostasiengeschwader zugeteilt. Man verwendete ihn als Wachoffizier zunächst auf dem Kleinen Kreuzer Bussard, dann auf der Thetis. Hier wurde er am 15. Juli 1902 Oberleutnant zur See. Vom 20. Juni bis 10. August 1903 befand Franz sich auf der Heimreise aus Ostasien und wurde nach seiner Rückkehr bis 30. September 1903 als Kompanieoffizier der II. Werftdivision verwendet. Er kam dann zur II. Matrosen-Artillerie-Abteilung und war hier bis 24. August 1906 in der Folge Kompanieoffizier, Adjutant sowie Kompanieführer. Für kurze Zeit erfolgte ein Kommandierung bis 30. September 1906 zur Inspektion der Küstenartillerie und des Minenwesens, bevor er für ein Jahr als Wachoffizier auf dem Linienschiff Braunschweig eingesetzt und dort am 27. April 1907 zum Kapitänleutnant wurde. Zwei weitere Jahre verbrachte Franz auf dem Linienschiff Mecklenburg. Franz kam als Kompanieführer erneut zur II. Matrosen-Artillerie-Abteilung sowie an Bord der Braunschweig. Dieses Mal als Artillerieoffizier. In gleicher Funktion wurde er im Anschluss auf dem Großlinienschiff Kaiser eingesetzt. Am 25. August 1913 ging er von Bord, und man versetzte ihn als 2. Admiralstabsoffizier in den Stab des Befehlshabers der Aufklärungsschiffe. Hier wurde er am 22. März 1914 Korvettenkapitän und Franz verblieb über den Ausbruch des Ersten Weltkriegs hinaus dort. Ab 7. Februar 1916 gehörte er als 2. Admiralstabsoffizier dem Kommando der Hochseestreitkräfte an. Kurz vor Kriegsende setzte man ihn als Kommandanten auf dem Kleinen Kreuzer Königsberg ein.
Nachdem er das Kommando am 5. März 1919 abgegeben hatte, fungierte er als Bataillonskommandeur im Freiwilligen-Regiment Kiel. Franz war dann ab 1. Oktober 1919 als Artillerie- und Navigationsdirektor an der Reichswerft (ab 14. März 1920 Marinewerft) Wilhelmshaven tätig und wurde in der Zwischenzeit am 8. März 1920 zum Fregattenkapitän sowie am 1. Oktober 1921 zum Kapitän zur See befördert. Zeitgleich trat Franz als Verbindungsoffizier der Marinefriedenskommission auf. Vom 19. Mai 1923 bis 3. Oktober 1928 hatte er den Posten des Oberwerftdirektors an der Marinewerft und wurde in dieser Eigenschaft am 1. April 1927 zum Konteradmiral befördert. Am 11. Oktober 1928 erfolgte seine Ernennung zum Befehlshaber der Seestreitkräfte der Nordsee sowie zum 2. Admiral der Linienschiffsdivision und kurz darauf am 1. Dezember 1928 seine Beförderung zum Vizeadmiral. Ab 1. Januar 1930 fungierte Franz als Befehlshaber der Linienschiffe. Man löste ihn am 27. Februar 1930 von seinem Posten ab und verabschiedete ihn am 31. März 1930 aus der Marine.
Am 24. Mai 1939 wurde Franz zur Verfügung der Kriegsmarine gestellt. Man setzte Franz vom 3. September bis 28. September 1941 als Reichskommissar am Prisenhof Wilhelmshaven, welcher nur kurz unter seiner Führung existierte und dann aufgelöst wurde, sowie zur Verfügung des Kommandierenden Admirals der Marinestation der Nordsee ein. Anschließend war er bis 17. Mai 1944 Chef der Marinedrucksachenverwaltung im Oberkommando der Marine. Franz wurde am 31. Mai 1944 endgültig in den Ruhestand versetzt.

## Auszeichnungen
- Kronenorden IV. Klasse[1]
- Eisernes Kreuz (1914) II. und I. Klasse[1]
- Preußisches Dienstauszeichnungskreuz[1]
- Südwestafrika-Denkmünze aus Stahl[1]
- Bayerischer Militärverdienstorden IV. Klasse mit Krone und mit Schwertern[1]
- Ritterkreuz I. Klasse des Albrechts-Ordens mit Schwertern[1]
- Ritterkreuz I. Klasse des Ordens vom Zähringer Löwen mit Schwertern[1]
- Hanseatenkreuz Hamburg[1]
- Friedrich-August-Kreuz II. und I. Klasse[1]
- Hanseatenkreuz Lübeck[1]
- Eiserner Halbmond[1]